# Villagrande Strisaili
Villagrande Strisaili (sardinsky: Biddamànna Strisàili) je italská obec (comune) v provincii Nuoro v regionu Sardinie. Nachází se ve výšce 700 metrů nad mořem a má přibližně 3 000 obyvatel. Rozloha obce je 210,35 km².